# L'isola della perdizione
L'isola della perdizione (Safe in Hell) è un film del 1931 diretto da William A. Wellman, realizzato prima dell'applicazione del production code.
È considerato «uno dei primi film hollywoodiani con una maggioranza di attori d'origine afro-americana».